# Norikazu Fujii
Norikazu Fujii (1925-1992) was een Japans tafeltennisser.
Fujii won een gouden medaille in het dubbelspel met Tadaaki Hayashi op de Wereldkampioenschappen tafeltennis van 1952.
Hij won ook een bronzen medaille in het mannenteam tijdens hetzelfde WK met Daisuke Daimon, Tadaaki Hayashi en Hiroji Sato.
Hij werd uiteindelijk acht maal kampioen van Japan.